# Luise Keller
Luise Keller (Jena, 8 de març de 1984) va ser una ciclista alemanya, professional del 2004 al 2010. Del seu palmarès destaquen dos Campionats nacionals en ruta.

## Palmarès
- 2007
  -  Campiona d'Alemanya en ruta
- 2008
  -  Campiona d'Alemanya en ruta
  - 1a a la Ruta de França i vencedora de 2 etapes